# Yixianosaurus
Yixianosaurus (лат.) — род оперённых динозавров из клады манираптор, ископаемые остатки которых найдены в нижнемеловой формации Исянь, Китай. Включает единственный вид Yixianosaurus longimanus.

## Описание
Типовой вид Yixianosaurus longimanus назвали и описали китайские палеонтологи Сюй Син и Ван Сяолинь в 2003 году. Частичный скелет был найден в 2001 году в китайской провинции Ляонин, на северо-востоке Китая. Родовое название содержит отсылку к названию формации Исянь, где был обнаружен образец, с добавлением греч. saurus — ящер. Видовое название переводится с латинского языка как «длиннорукий».
Yixianosaurus известен по единственному образцу, голотипу IVPP V12638, найденному в стратиграфическом горизонте Dawangzhangzi, датируемым ранним аптом (около 122 миллионов лет назад). Окаменелость сохранилась раздавленной; на плите, которая впоследствии была распилена, видна её задняя часть. Образец содержит плечевой пояс вместе с парой окаменевших конечностей, перья, некоторые рёбра и гастралии. У Yixianosaurus были очень длинные кисти — 140 % длины 89-миллиметровой плечевой кости. Второй палец был самым длинным. Пальцы несут большие изогнутые когти. Перья сохранились недостаточно хорошо, чтобы изучить их структуру, но они выглядят подобными контурным перьям некоторых птиц формации Исянь. Большие передние лапы могли помогать динозавру хватать добычу или лазать по деревьям. В 2013 году Сюй Син и его соавторы предположили, что наличие крупных маховых перьев на передних конечностях говорит в пользу того, что Yixianosaurus мог быть частично адаптирован к воздушной среде.
В 2010 году Грегори С. Пол оценил размер Yixianosaurus в 1 метр, а массу — в 1 килограмм.

## Классификация
Авторы описания сочли точное размещение Yixianosaurus внутри группы манирапторов неопределённым, но, поскольку длина конечности найденного животного напоминала длину конечности другого пернатого динозавра — Epidendrosaurus (теперь Scansoriopteryx), они предположили, что Yixianosaurus был родственником семейства скансориоптеригид. Другие исследователи предполагали, что образец мог принадлежать дромеозавриду. Последующие анализы давали противоречивую картину. Группа палеонтологов под руководством Александра Дечекки сделала вывод, что Yixianosaurus был более примитивен и находился вне клады Eumaniraptora — это означало бы, что продвинутые характеристики, такие, как длинные кисти и короткие конечности, развились независимо у этого таксона. Сюй Син и его команда относили динозавра к более продвинутой группе Paraves.
При повторном исследовании гарлемского образца археоптерикса, выполненном в 2017 году, Yixianosaurus был восстановлен как самый базальный представитель клады Paraves. Однако, в двух других исследованиях, опубликованных в том же году, утверждалось, что этот динозавр был наиболее сильно связан с Xiaotingia, причём оба рода были родственны либо скансориоптеригидам, либо анхиорнитидам.